# Gốm amiăng
Một số loại sợi gốm có khả năng chịu nhiệt và bền hóa chất cao, tính giữ nhiệt và dẫn nhiệt thấp, bền với sốc nhiệt.
Các sản phẩm làm từ sợi gốm có độ dẫn nhiệt tương đương sản phẩm làm từ amiăng trắng. Khả năng cách âm ở nhiệt độ cao (khi mà rung động là vấn đề phải được lưu ý) của sợi gốm cũng ngang với sợi amiăng. Tuy nhiên, mức độ chịu dao động ứng xuất uốn của nó không tốt như amiăng trắng.
Sợi gốm thường được sử dụng làm vật liệu chịu nhiệt, cách nhiệt, sản xuất gioăng làm kín khô và thiết bị chống cháy như gioăng làm kín cửa lò đốt, làm lớp lót trong lò đốt, làm gioăng đệm, ống xả động cơ và dùng để bọc các ống chịu nhiệt độ cao khác.
Các sản phẩm dệt từ sợi gốm cũng giống như sợi amiăng, có thể chứa lớp lót sợi hợp kim, hoặc lớp lót sợi thủy tinh trong trường hợp lớp lót kim loại không áp dụng được ở những vị trí có điện.
Sợi gốm (nhôm silicat) được dùng để sản xuất các loại bìa cứng có chi phí cao gấp 2 đến 5 lần so với những loại bìa sử dụng sợi amiăng chrysotile. Mặc dù khả năng cách nhiệt tương đương nhau, nhưng sợi gốm chịu nhiệt có tính giữ nhiệt thấp hơn. Do đó, bìa cứng loại này ít thích hợp để dùng cho các tủ an toàn đòi hỏi chịu lửa suốt vài giờ. Trong công nghiệp, khi các thiết bị phải được nung nóng liên tục thì những yêu cầu tương tự đối với tính giữ nhiệt cao giúp cho sợi amiăng trắng chiếm ưu thế.
Sợi gốm được dùng để cách điện và để làm đệm kín dưới dạng rời hoặc dạng nỉ xen giữa các viên gạch chịu lửa.
Các dạng sợi gồm:
| Sợi gốm                                | Giới hạn nhiệt độ | Các dạng phổ biến                                 |
| Aluminosilicat                         | 1260-14000C       | –                                                 |
| Aluminosilicat với chromina            | 15000C            | –                                                 |
| Alumina và zirconia                    | 16000C            | Sợi rời, lớp phủ, bìa cứng, khuôn, giấy           |
| Sợi gốm liền                           | Giới hạn nhiệt độ | Các dạng phổ biến                                 |
| Alumina-boria-Silic đioxyt             | 13000C            | Sợi chỉ, sợi thô, sợi vải, dải viền, sợi đứt đoạn |
| Alumina-chromia-Silic đioxyt           | 14000C            | Sợi chỉ, sợi thô, sợi vải, dải viền, sợi đứt đoạn |
| Zirconia-Silic đioxyt                  | 16000C            | Sợi chỉ, sợi thô, sợi vải, dải viền, sợi đứt đoạn |
| Silic đioxyt hoặc thạch anh            | 1000-14000C       | Sợi chỉ và các loại sản phẩm vải dệt              |
| Mullit (72% alumia & 28% silic đioxyt) | 1250-15000C       | –                                                 |

Chi phí cho sợi gốm dao động từ 2 đến 200 USD/kg, gấp 3 đến 100 lần sợi amiăng trắng.
Các thuộc tính của sợi cách nhiệt:
| Sợi            | Giới hạn nhiệt độ 0C | Độ bền kéo MPa | Mô đun GPa |
| Sợi chịu nhiệt | 1260-1427            | 1700           | –          |
| Thạch anh      | 1204                 | 870            | –          |
| Alumia         | 1400-1700            | –              | 340-410    |
| Aluminosilicat | 1760-1790            | 1400-2760      | 103-110    |

Điểm cần lưu ý là sợi chịu nhiệt chứa silicon khi làm việc ở nhiệt độ cao (trên 9000C) một thời gian dài có thể tái kết tinh với crystobalite tạo thành một hoạt chất có ảnh hưởng rất lớn đến sức khỏe con người.